# Allée Suzanne-Noël
L'allée Suzanne Noël est une rue des 11e et 20e arrondissements de Paris, en France.

## Situation et accès
Elle débute Rue de la Roquette et se termine Passage de la Folie-Regnault. Elle se situe sur le terre-plein central du boulevard de Ménilmontant.
Elle prolonge l'allée Nicole Girard-Mangin. 
Ce site est desservi par les lignes 2 et 3 à la station Père Lachaise.

## Origine du nom

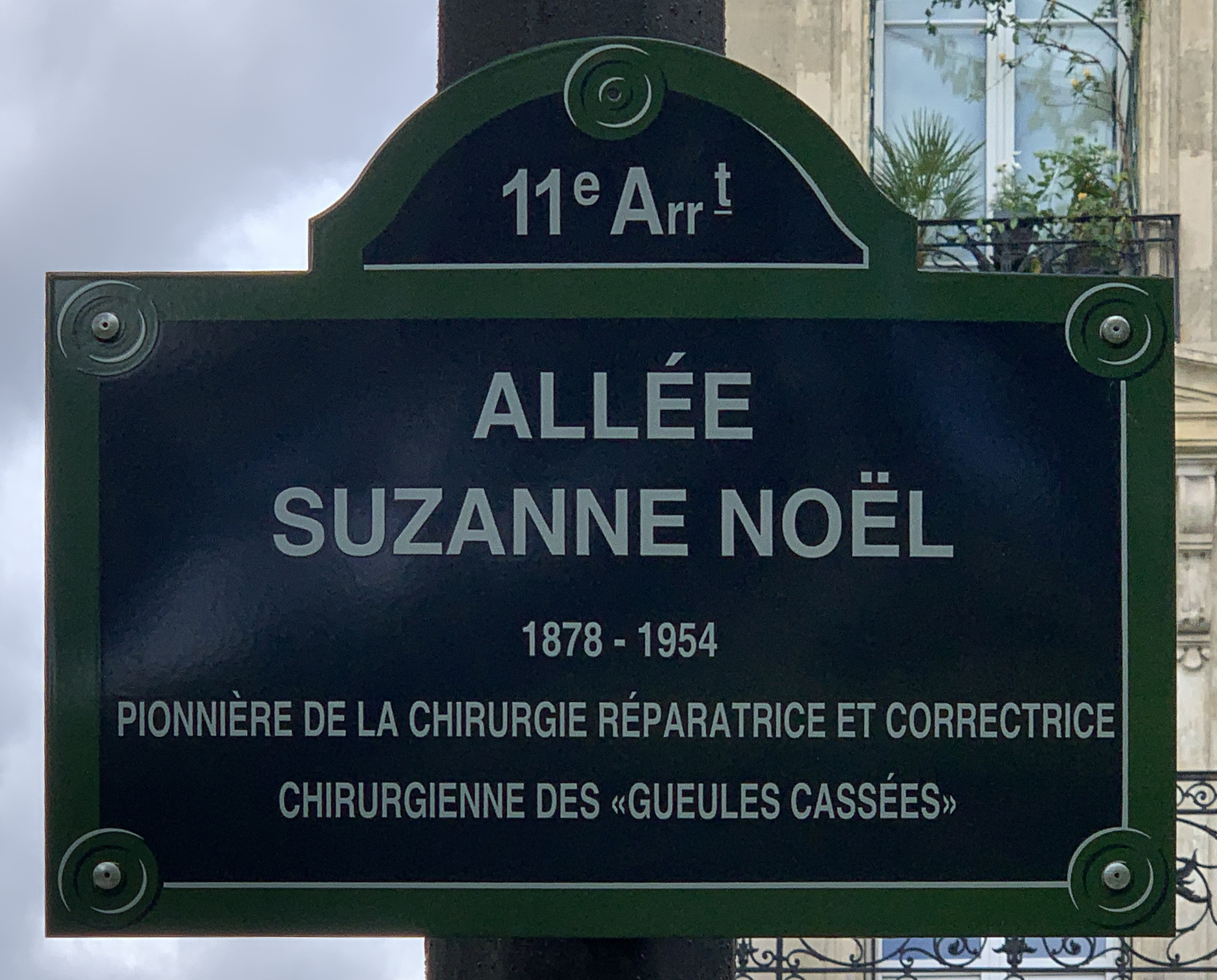
Plaque de l'allée.

Elle porte le nom de l'héroïne des deux Guerres mondiales, féministe et chirurgienne Suzanne Noël (1878-1954).

## Historique
Cette allée prend sa dénomination actuelle en 2018, à l'occasion du centenaire de l'Armistice du 11 novembre 1918.
Le Monument aux Morts 14-18 de la Ville de Paris se situe face à l'allée.